# A Jericho epizódjainak listája
Az alábbi szócikk a Jericho című televíziós sorozat epizódlistáját tartalmazza.

## Évadáttekintés
| Évad | Évad        | Részek száma | Részek száma | Eredeti sugárzás     | Eredeti sugárzás  | Eredeti adó | Magyar sugárzás    | Magyar sugárzás  | Magyar adó |
| Évad | Évad        | Részek száma | Részek száma | Évadbemutató         | Évadzáró          | Eredeti adó | Évadbemutató       | Évadzáró         | Magyar adó |
| ---- | ----------- | ------------ | ------------ | -------------------- | ----------------- | ----------- | ------------------ | ---------------- | ---------- |
|      | 1.          | 22           | 22           | 2006. szeptember 20. | 2007. május 9.    | CBS         | 2006. december 10. | 2007. július 6.  | AXN        |
|      | Különkiadás | Különkiadás  | Különkiadás  | 2007. február 14.    | 2007. február 14. | CBS         | 2007. április 9.   | 2007. április 9. | AXN        |
|      | 2.          |              |              | 2008. február 12.    | 2008. március 25. | CBS         |                    |                  | AXN        |

## Epizódok

### 1. évad (2006–2007)
| Sor. | Év. | Cím                      | Rendező             | Író                                                                                         | Premier                                                                  |
| --- | --- | ------------------------ | ------------------- | ------------------------------------------------------------------------------------------- | ------------------------------------------------------------------------ |
| 1. | 1.  | Pilot                    | Jon Turteltaub      | Sztori: Jonathan E. Steinberg, Josh Schaer és Stephen Chbosky Forgatókönyv: Stephen Chbosky | 2006. szeptember 20. 2006. december 10. (AXN) 2007. szeptember 16. (TV2) |
| Az USA-ban nukleáris robbanások történnek. Jericho lakói nem is sejtik, milyen veszély közeleg. Denver irányában egy gombafelhő utal a robbanásra. Majd hirtelen mindenütt elmegy az áram, és megszakad a kapcsolat a lakosok és a modern világ között. Közben egy iskolabusz elvész, és előkerül egy rabszállító autó. |     |                          |                     |                                                                                             |                                                                          |
| 2. | 2.  | Fallout                  | Jon Turteltaub      | Stephen Chbosky                                                                             | 2006. szeptember 27. 2006. december 17. (AXN) 2007. szeptember 19. (TV2) |
| Jerichót az atomrobbanás után egy másik veszély is fenyegeti: a Denver felől érkező esőfelhő. Az emberek az óvóhelyekre menekülnek, s közben több titokra is fény derül. |     |                          |                     |                                                                                             |                                                                          |
| 3. | 3.  | Four Horsemen            | James Whitmore Jr.  | Dan O'Shannon és Dan Shotz                                                                  | 2006. október 4. 2006. december 24. (AXN) 2007. szeptember 26. (TV2)     |
| Jake csapatokat szervez, hogy kiderítsék, mi történt Jerichon kívül. Miután egy rövid pillanatra ázsiai csatornát fognak műholdjaik, szinte már biztossá válik: USA-t több ponton atomtámadás érte. |     |                          |                     |                                                                                             |                                                                          |
| 4. | 4.  | Walls of Jericho         | Martha Mitchell     | Ellie Herman                                                                                | 2006. október 11. 2006. december 31. (AXN) 2007. október 3. (TV2)        |
| Jake és Heather idegen, radioaktív sugárral fertőzött férfit talál az út mentén. Elviszik a kórházba és megpróbálnak tőle minél többet megtudni arról, pontosan mi történt odakint. Eközben a város lakóinak újabb nehézségekkel kell szembenézniük. |     |                          |                     |                                                                                             |                                                                          |
| 5. | 5.  | Federal Response         | Duane Clark         | Mike Ostrowski                                                                              | 2006. október 18. 2007. január 1. (AXN) 2007. október 10. (TV2)          |
| Jericho lakosai lassan kezdik azt hinni, hogy az élet visszatér a régi kerékvágásba – ugyanis ismét van áramellátás, és egy üzenet érkezik a Nemzetvédelemtől, miszerint útban van a segítség. Ám a dolgok rosszra fordulnak, amikor a városszerte leszakadt elektromos vezetékek tüzet okoznak. |     |                          |                     |                                                                                             |                                                                          |
| 6. | 6.  | 9:02                     | J. Miller Tobin     | Nancy Won                                                                                   | 2006. október 25. 2007. január 8. (AXN) 2007. október 17. (TV2)          |
| Este 9:02-kor egy elektromágneses impulzus miatt elmegy az áram az egész városban. Az esemény előtt Jericho lakói észreveszik, hogy kilőtt rakéták szállnak el felettük. |     |                          |                     |                                                                                             |                                                                          |
| 7. | 7.  | Long Live the Mayor      | Sanford Bookstaver  | Josh Schaer és Jonathan E. Steinberg                                                        | 2006. november 1. 2007. január 15. (AXN) 2007. október 24. (TV2)         |
| Amíg a város Halloweenre készül, visszatér Gray Anderson és elmeséli, milyen szörnyű dolgokat látott odakint. Gray ezek után kötelességének érzi megvédeni a városlakókat. Ellátogat minden családhoz, akik nem sokkal a robbanások előtt vagy után érkeztek Jerichóba, köztük Howkinsékhoz is. |     |                          |                     |                                                                                             |                                                                          |
| 8. | 8.  | Rogue River              | Guy Bee             | Matthew Federman és Stephen Scaia                                                           | 2006. november 8. 2007. január 22. (AXN) 2007. október 31. (TV2)         |
| A polgármester, Johnston élete hajszálon függ, ugyanis az antibiotikum nem tud segíteni rajta. Jake és Eric, hogy megmentsék apjukat, egy közeli nagyvárosba, Rogue River kórházába utaznak hatékonyabb gyógyszereket szerezni. |     |                          |                     |                                                                                             |                                                                          |
| 9. | 9.  | Crossroads               | Paul McCrane        | Robert Levine                                                                               | 2006. november 15. 2007. január 29. (AXN) 2007. november 7. (TV2)        |
| Jake és Eric aggódnak, hogy a Ravenwood csapata megtalálja Eric pénztárcáját, benne a pontos címével. Félelmük nem alaptalan: a város négy órát kap arra, hogy megtisztítsa az utat Jericho felé, különben súlyos következményekkel kell számolnia. |     |                          |                     |                                                                                             |                                                                          |
| 10. | 10. | Red Flag                 | Martha Mitchell     | Mike Ostrowski                                                                              | 2006. november 22. 2007. február 5. (AXN) 2007. november 14. (TV2)       |
| Titokzatos repülőgépekről élelmet és gyógyszereket dobnak le Jerichóba. Egyeseket elgondolkodtat, kitől származhat az életmentő ellátmány, mások kitörő örömmel fogadják a segélycsomagokat. Green polgármester óvatosságra és türelemre int, mivel még nem tudják, valóban biztonságosak-e az újonnan érkezett gyógyszerek és ételek. Jonah Prowse két nagyobb csomagra is igényt tart. |     |                          |                     |                                                                                             |                                                                          |
| 11. | 11. | Vox Populi               | James Whitmore, Jr. | Carol Barbee                                                                                | 2006. november 29. 2007. február 12. (AXN) 2007. november 21. (TV2)      |
| Szörnyű gyilkosság történt Jerichóban. A polgármester-választás közeledtével Gray Anderson saját pozíciójának megerősítésére használja fel az esetet. Vezetői erejét fitogtatva indul a gyilkos nyomába. Green polgármester nem ért egyet az indulatos embervadászattal, akkor sem, ha Gray azt állítja, tudja, ki a tettes. Eközben Jake és Emily közt felelevenednek a régi érzések, ám a leglehetetlenebb pillanatban egy nem várt személy bukkan fel. |     |                          |                     |                                                                                             |                                                                          |
| 12. | 12. | The Day Before           | Matt Earl Beesley   | Mike Kelley                                                                                 | 2007. február 21. 2007. április 9. (AXN) 2007. december 5. (TV2)         |
| Az atomrobbanás előtti 36 óra eseményeibe bepillantva végre feltárul Jake és Hawkins titokzatos múltja. Láthatjuk Jake-et, amint San Diegóban próbál új életet kezdeni, kevés sikerrel. Hawkins múltja még több rejtélyt tartogat; többek közt egy Sarah nevű nőhöz fűződő viszonya vet fel új kérdéseket. Emily vőlegénye, Roger is ekkor készülődik a chicagói állásinterjúra, de Emily egyáltalán nem lelkes a jövőbeli munka miatt. Jericho jelenében Roger és Sarah is felbukkan. |     |                          |                     |                                                                                             |                                                                          |
| 13. | 13. | Black Jack               | Helen Shaver        | Jonathan E. Steinberg és Dan Stolz                                                          | 2007. február 28. 2007. április 16. (AXN) 2007. december 12. (TV2)       |
| A megfelelő alkatrészek birtokában Heather képes megjavítani a város szélkerekeit. Meggyőzi Jaket és Johnstont, utazzanak el a Jerichótól néhány órányira található "Black Jack" nevű kereskedelmi telepre. Annak reményében, hogy talán tud valami hasznos árut szerezni a város számára – Johnston fenntartásai ellenére –, Dale is csatlakozik a beszerzőcsapathoz. Ezalatt családja tiltakozása mellett Hawkins hazaviszi Sarah-t, hogy kitalálják, ki figyelheti Hawkinst. |     |                          |                     |                                                                                             |                                                                          |
| 14. | 14. | Heart of Winter          | Steve Gomer         | Nancy Won                                                                                   | 2007. március 7. 2007. április 23. (AXN) 2007. december 19. (TV2)        |
| Jake, Stanley és Mimi vadászat közben letér az autóútról. Amikor egy teherautóval ütköznek, kocsijuk felborul. Stanley eszméletét veszti, Jake pedig a karosszéria alá szorul. Mimi szembesül a ténnyel, hogy egyedül rajta múlik mindhármuk túlélése, ezért gyalogosan visszaindul Jerichóba segítségért. Eközben Hawkins felismeri, hogy nagy veszélyt hozott családjára. Emily és Roger kapcsolatuk rendbetételén fáradozik. |     |                          |                     |                                                                                             |                                                                          |
| 15. | 15. | Semper Fidelis           | James Whitmore      | Jr. Matthew Federman és Stephen Scaia                                                       | 2007. március 14. 2007. április 30. (AXN) 2008. január 2. (TV2)          |
| Amerikai tengerészgyalogosok érkeznek Jerichóba. A város polgárai megtapasztalják, milyen lesz majd az élet, ha a bombázásokat lassanként kiheveri az ország, a rend és törvény pedig helyreáll. A katonák egy külföldön vívott háború dicsőséges győzelmeiről is hírt hoznak. Jake és Johnston fenntartásokkal fogadja a történeteket, majd kemény kérdéseket zúdítanak a fegyveresekre. Hawkins eközben gyanakodni kezd, talán Sarah sem az, akinek ő gondolja. |     |                          |                     |                                                                                             |                                                                          |
| 16. | 16. | Winter's End             | Kevin Dowling       | Frank Military                                                                              | 2007. március 28. 2007. május 25. (AXN) 2008. január 12. (TV2)           |
| April terhességében súlyos komplikációk adódnak. Jake felrázza kábulatából a hetek óta sokkos Kenchy doktort, és ráveszi egy kockázatos műtét elvégzésére. A kórházi önkéntesként dolgozó Bonnie és Mimi egy kicsivel közelebb kerülnek egymáshoz, míg Johnston Ericet próbálja meg előkeríteni, hogy fia feleségével legyen a kritikus órákban. Gray Anderson Aprilre gondolva szintén elszántan tárgyal Myles városának küldöttjeivel – a tét nem kevesebb, mint Jericho áramellátásának helyreállítása. Hawkins Sarah holttestének nyomait igyekszik eltüntetni, amikor a fontoskodó Jimmy bekopog hozzá, és a nőről kérdezősködik. |     |                          |                     |                                                                                             |                                                                          |
| 17. | 17. | One Man's Terrorist      | Christine Moore     | Stephen Chbosky és Mike Ostrowski                                                           | 2007. április 4. 2007. június 1. (AXN) 2008. január 19. (TV2)            |
| A szűnni nem akaró tél Jerichóra rótt terheit számba véve Gray Anderson úgy dönt, a menekülteknek távozniuk kell. Ezt hallva Roger megpróbálja őt jobb belátásra bírni, de a dolgok másképp alakulnak. Jake akaratlanul túsztárgyalóvá lép elő, mikor Roger foglyul ejti Grayt. Hawkins válaszút elé kerül: a „csomagjára” pályázó emberek nyomába szegődjön, vagy a családját ért traumával foglalkozzon előbb, miután Allison lelőtte Sarah-t. |     |                          |                     |                                                                                             |                                                                          |
| 18. | 18. | A.K.A.                   | Sanford Bookstaver  | Robbie Thompson                                                                             | 2007. április 11. 2007. június 8. (AXN) 2008. január 26. (TV2)           |
| Jake-t nem hagyja nyugodni a gondolat, hogy Hawkins talán terrorista, ezért úgy dönt, fegyverrel kényszeríti őt, valljon múltjáról. Gail és Johnston különbözőképpen próbál megbirkózni April halálával, míg Mimi Bonnie-t félti Sean Henthornnal kezdett viszonya miatt. |     |                          |                     |                                                                                             |                                                                          |
| 19. | 19. | Casus Belli              | Steven DePaul       | Karen Hall                                                                                  | 2007. április 18. 2007. június 15. (AXN)                                 |
| Amikor Stanley Eric nélkül tér vissza New Bernből, Jake rosszat sejt. Hawkins-szal együtt a városba utazik, hogy megtudja, mi is történhetett. A nyomozás során veszélyes titkok kerülnek napvilágra a város jövőbeli terveiről. Eközben Gray és Skylar összekülönböznek a sóbánya miatt, méghozzá annyira, hogy kettejük vitája akár háborúhoz is vezethet. Stanley megdöbbenten tapasztalja, hogy Sean Henthorn és Bonnie együtt élnek házában. |     |                          |                     |                                                                                             |                                                                          |
| 20. | 20. | One If By Land           | Seith Mann          | Joy Gregory                                                                                 | 2007. április 25. 2007. június 22. (AXN)                                 |
| Jericho valóságos pokollá változik, mikor Russell néhány New Bern-i fegyveressel együtt sót akar vinni a bányából. A konfliktus során akaratlanul eldördült lövések több embert is megsebesítenek, a két város viszonya pedig a végletekig elmérgesedik. A börtönben Jake találkozik Maggie-vel, és közös szökést terveznek. |     |                          |                     |                                                                                             |                                                                          |
| 21. | 21. | Coalition of the Willing | Guy Bee             | Frank Military és Josh Schaer                                                               | 2007. május 2. 2007. június 29. (AXN)                                    |
| Amikor New Bern megtámadja Jerichót, Gray Anderson a harc és a megadás közt inog. Jake tisztán látja, hogy a csata megnyerésére Johnston katonai múltja biztosíthatja az egyedüli esélyüket. Emily apja világába sodródva szembesül Jonah üzleteivel és New Bern stratégiai előnyeivel. Hawkins és Darcy kapcsolatukban magasabb szintre lépve, újra egy párként döntenek úgy, Jericho mellé állnak a harcban. |     |                          |                     |                                                                                             |                                                                          |
| 22. | 22. | Why We Fight             | Sanford Bookstaver  | Carol Barbee és Jonathan E. Steinberg                                                       | 2007. május 9. 2007. július 6. (AXN)                                     |
| Johnston harcba vezeti Jericho lakóit New Bern ellen. Noha a jobban ellátott New Bern még emberelőnyben is van, Jerichónak is megvannak a titkos fegyverei. Hawkins és Jake elárulja Gray Andersonnak, hogy Hawkins műhold segítségével képes nyomon követni a New Bern-i csapatokat. Az álkatonáktól szerzett harckocsival visszavonulásra kényszerítik a támadókat. Ám a harcnak ára van: Johnston Green élete veszélybe kerül, és a műholdas követőrendszer aktiválásával valaki Hawkins nyomára bukkan. |     |                          |                     |                                                                                             |                                                                          |

### Különkiadás (2007)
| #                               | Cím               | Rendező  | Premier                                                           |
| ------------------------------- | ----------------- | -------- | ----------------------------------------------------------------- |
| 1.                              | Return to Jericho | Rob Klug | 2007. február 14. 2007. április 9. (AXN) 2007. november 28. (TV2) |
| Az első 11 rész összefoglalása. |                   |          |                                                                   |

### 2. évad (2008)
| Sor. | Év. | Cím                   | Rendező            | Író                                             | Premier           |
| --- | --- | --------------------- | ------------------ | ----------------------------------------------- | ----------------- |
| 23. | 1.  | Reconstruction        | Steve Boyum        | Carol Barbee és Jonathan E. Steinberg           | 2008. február 12. |
| A katonák véget vetnek a háborúnak és visszaállítják a város áramellátását. Stanley és Mimmi között kisebb nézeteltérések támadnak a "házasság-ügyben". Hawkins találkozik egy régi ismerőssel, Chavez-zel. Jake-nek nem tetszik az új rendszer és az, hogy nem ölheti meg Constantino-t, ezért merényletet szervez ellene, de lefújják. Végül Beck őrnagy ajánlatot tesz Jake-nek, hogy legyen ő az új seriff. |     |                       |                    |                                                 |                   |
| 24. | 2.  | Condor                | Christopher Leitch | Matthew Federman és Stephen Scaia               | 2008. február 19. |
| 25. | 3.  | Jennings & Rall       | John Peters        | Joy Gregory                                     | 2008. február 26. |
| 26. | 4.  | Oversight             | Steve Gomer        | Robert Levine                                   | 2008. március 4.  |
| 27. | 5.  | Termination for Cause | Guy Bee            | Rob Fresco                                      | 2008. március 11. |
| 28. | 6.  | Sedition              | Scott Peters       | Carol Barbee, Matthew Federman és Stephen Scaia | 2008. március 18. |
| 29. | 7.  | Patriots and Tyrants  | Seith Mann         | Jonathan E. Steinberg és Dan Stolz              | 2008. március 25. |